# 罗米纳·奥普兰迪
罗米纳·奥普兰迪（義大利語：Romina Oprandi，1986年3月29日—），瑞士职业网球选手，世界最高排名第46位（2006年9月25日）。